# Texas Motor Car Association
Texas Motor Car Association war ein US-amerikanischer Hersteller von Automobilen.

## Unternehmensgeschichte

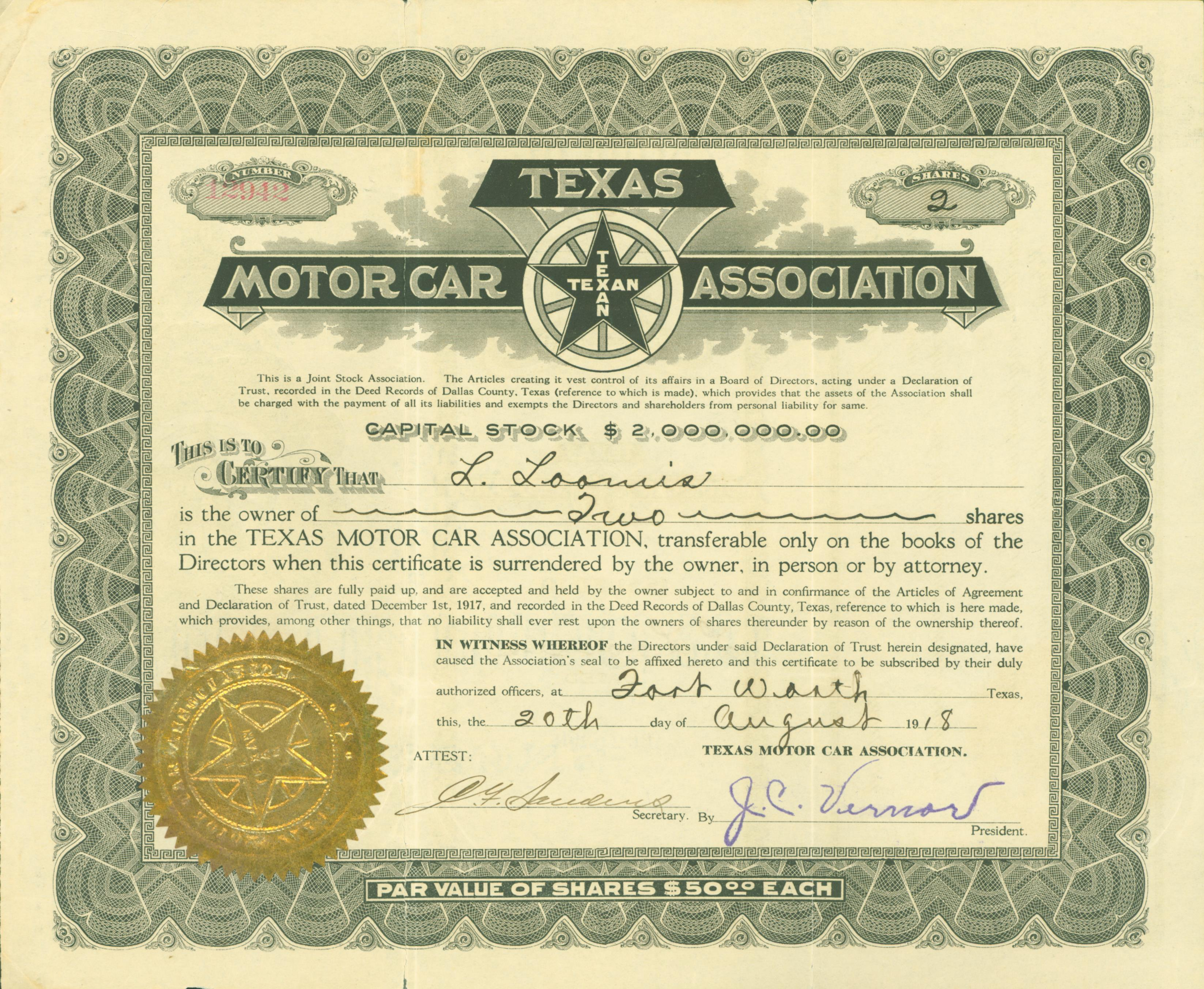
Aktie der Texas Motor Car Association vom 20. August 1918

H. J. Wells aus Detroit und F. E. Crotto aus Dallas gründeten das Unternehmen im Dezember 1917. Der Sitz war in Fort Worth in Texas. Sie planten die Produktion von Automobilen, die sich allerdings wegen des Ersten Weltkriegs verzögerte. 1920 war J. C. Vernor Präsident, William Ginnuth Vizepräsident, C. F. Sanders Sekretär und Schatzmeister und J. T. Sandwich ein Manager. 1920 begann die Produktion. Der Markenname lautete Texan. Im Oktober 1920 wurden finanzielle Probleme bekannt. Die Insolvenz begann. Im April 1921 standen 100 unfertige Fahrzeuge in der Fabrik. Diese wurden vermutlich noch komplettiert. Im April 1922 wurde die Fabrik verkauft und das Unternehmen aufgelöst.
Insgesamt entstanden laut einer Quelle weniger als 200 Fahrzeuge. Eine andere Quelle nennt 150 Personenkraftwagen sowie ein paar Nutzfahrzeuge.
Drei Fahrzeuge sollen noch existieren.

## Fahrzeuge
Im Angebot standen zwei Modelle, die sich nur geringfügig voneinander unterschieden. Gemeinsamkeit war ein Vierzylindermotor von Lycoming mit 35 PS Leistung. Karosseriebauformen waren ein Tourenwagen mit fünf Sitzen und ein Roadster mit zwei Sitzen.
Das Model A-38 hatte ein Fahrgestell mit 287 cm Radstand. Beim Model B-38 betrug der Radstand 292 cm. Der Unterschied beim Neupreis lag bei 300 US-Dollar, was auf eine bessere Ausstattung des teureren Modells hindeutet.

## Modellübersicht
| Jahr      | Modell     | Zylinder | Leistung (PS) | Radstand (cm) | Aufbau                                  |
| --------- | ---------- | -------- | ------------- | ------------- | --------------------------------------- |
| 1920–1922 | Model A-38 | 4        | 35            | 287           | Tourenwagen 5-sitzig, Roadster 2-sitzig |
| 1920–1922 | Model B-38 | 4        | 35            | 292           | Tourenwagen 5-sitzig, Roadster 2-sitzig |